# KkStB-Tenderreihe 34
| VB TV / CLB B / kkStB-Tenderreihe 34 | VB TV / CLB B / kkStB-Tenderreihe 34          | VB TV / CLB B / kkStB-Tenderreihe 34 |
| ------------------------------------ | --------------------------------------------- | ------------------------------------ |
|                                      |                                               |                                      |
| Technische Daten                     |                                               |                                      |
|                                      | 34.01–13                                      | 34.21–39                             |
|                                      | VB TV                                         | CLB B                                |
| Anzahl der Achsen                    | 3                                             | 3                                    |
| Baujahr                              | 1861–1885                                     | 1861–1885                            |
| Stückzahl                            | ca. 32                                        | ca. 32                               |
| Radstand                             | 3160 mm                                       | 3160 mm                              |
| Laufrad-Ø                            | 995 mm                                        | 995 mm                               |
| Wasser                               | 10,5 m³                                       | 10,5 m³                              |
| Kohle                                | 7,0 m³                                        | 8,5 m³                               |
| Leergewicht                          | 11,5 t                                        | 11,5 t                               |
| Dienstgewicht                        | 25,5 t                                        | 30,5 t                               |
| gekuppelt mit Lokomotiven            | 1, 2, 4, 19, 23, 24, 26, 929, 34, 35, 135, 46 | siehe Text                           |

Die kkStB-Tenderreihe 34 war eine Schlepptenderreihe der k.k. österreichischen Staatsbahnen (kkStB), deren Tender ursprünglich von der Vorarlberger Bahn (VB) und von der Galizischen Carl Ludwig-Bahn (CLB) stammten.
Die CLB beschaffte diese Tender für ihre Lokomotiven ab 1861.
Sie wurden von Ringhoffer in Prag-Smichov und von der Wiener Neustädter Lokomotivfabrik geliefert.
Bei der CLB erhielten sie die Reihenbezeichnung B.
Die VB beschaffte diese Tender für ihre Lokomotiven ab 1872.
Sie wurden von Krauss in München und von der Lokomotivfabrik der StEG geliefert.
Nach der Verstaatlichung der beiden Privatbahnen bekamen die Tender bei der kkStB die Reihenbezeichnung 34.
Alle Tender wurden recht freizügig eingesetzt.
Für die ehemaligen Vorarlberger Tender siehe Tabelle.
Die ehemaligen CLB-Tender konnten mit kkStB-Reihen entsprechend folgender Zuordnung gekuppelt werden:
- 34.21: 2, 4, 7, 21, 122, 47, 48, 50, 52, 54, 56, 59, 70, 73, 76
- 34.22–25: 22
- 34.26–39: 107, 17